# Matorral de Madagascar
La región de matorral de Madagascar es una ecorregión incluida en la lista Global 200 del WWF. Se trata de una región semidesértica del suroeste de Madagascar, y está formada por dos ecorregiones:
- Matorral espinoso de Madagascar
- Monte suculento de Madagascar